# کاپتا
کاپتا (به لاتین: Kapeta) یک زیستگاه انسانی در مالاوی است که در منطقه مرکزی مالاوی واقع شده‌است.